# مصطفى كابلان
مصطفى كابلان (بالتركية: Mustafa Kaplan)‏ هو لاعب كرة قدم ومدرب كرة قدم تركي، ولد في 2 سبتمبر 1967 في قرشهر في تركيا. لعب مع ألانيا سبور.

## وصلات خارجية
- مصطفى كابلان على موقع اتحاد تركيا (لاعب) (الإنجليزية)
- مصطفى كابلان على موقع اتحاد تركيا (مدرب) (الإنجليزية)
- مصطفى كابلان على موقع قاعدة بيانات كرة القدم.إي يو (الإنجليزية)
- مصطفى كابلان على موقع Soccerway.com (الإنجليزية)
- مصطفى كابلان على موقع عالم كرة القدم.نت (الإنجليزية)